# والت سويني
والت سويني (بالإنجليزية: Walt Sweeney)‏ هو لاعب كرة قدم أمريكية أمريكي، ولد في 18 أبريل 1941 في كوهاسيت في الولايات المتحدة، وتوفي في 2 فبراير 2013 في سان دييغو في الولايات المتحدة بسبب سرطان البنكرياس.

## وصلات خارجية
- والت سويني على موقع مرجع كرة القدم المحترفة.كوم (الإنجليزية)
- والت سويني على موقع كلية كرة القدم في سبورتس رفرنس.كوم (الإنجليزية)